# 전단지

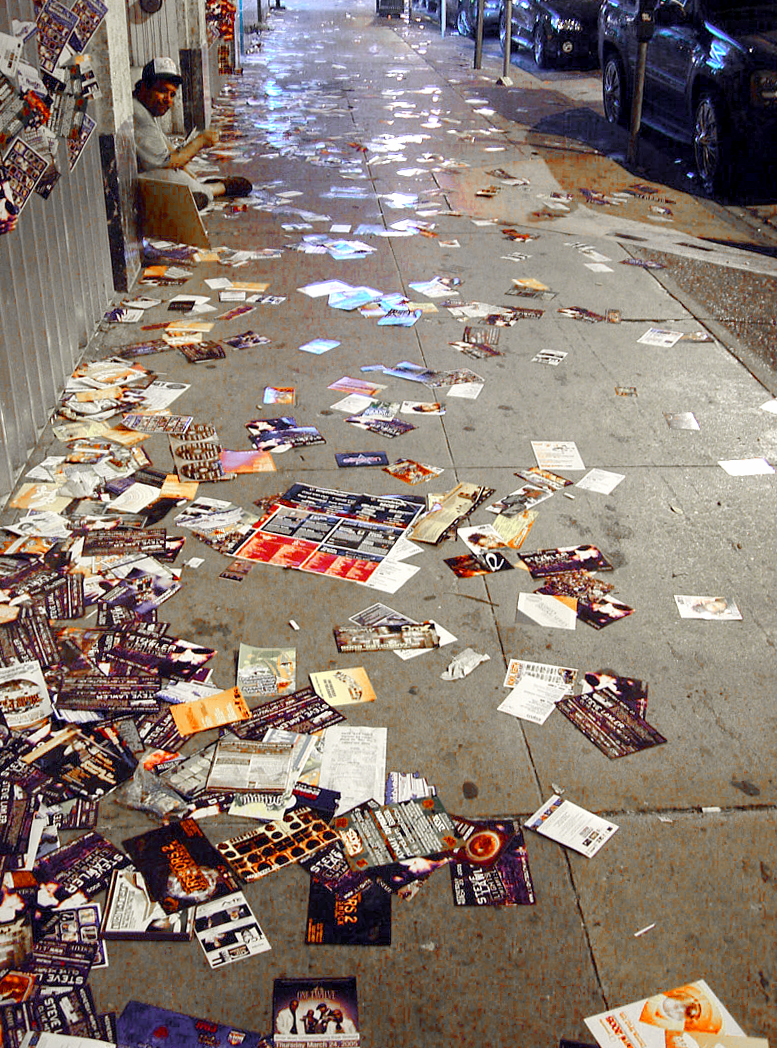
바닥에 뿌려져 있는 전단지들의 모습

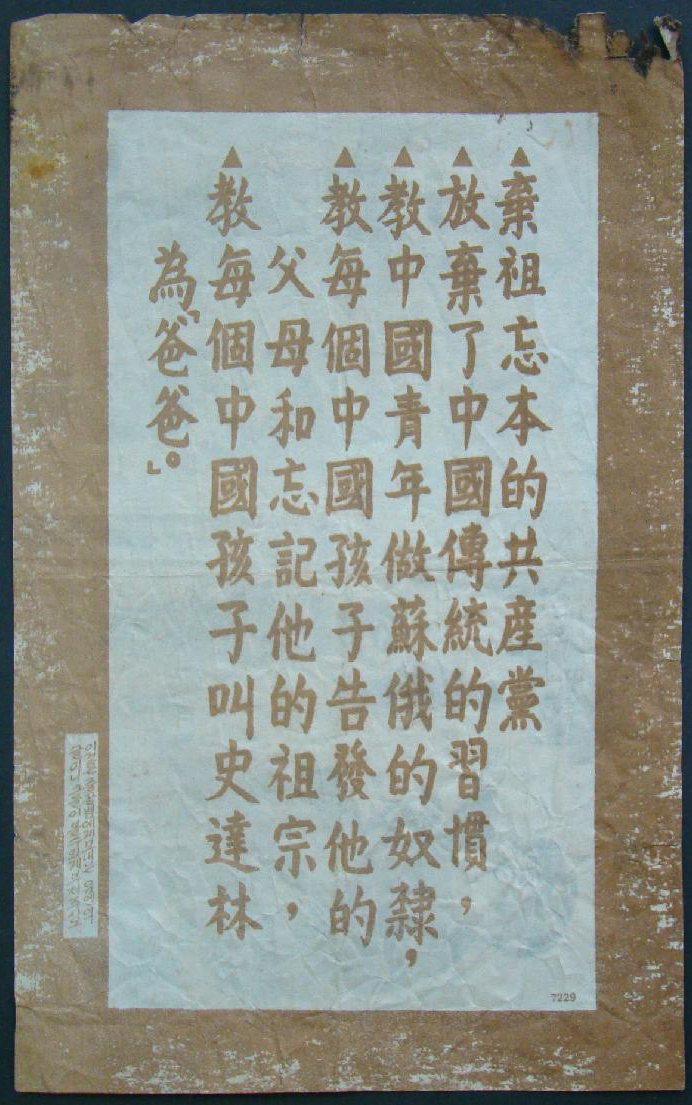
6.25 전쟁 당시 뿌려진 선전용 전단지(삐라)

전단지(영어: flyer, flier 등)는 선전이나 광고, 홍보를 목적으로 만든 낱장의 종이 인쇄물을 가리킨다. 주로 상업적인 목적으로 전단지를 만들지만, 정치적 내용이나 자신의 주장을 알리기 위한 목적으로 만들어지기도 한다. 광고지 혹은 리플릿(leaflet)이라고도 불린다. 일본어 (散らす|지라스 - 뿌리다)라는 뜻에서 유래한 찌라시라는 표현이나 전단, 광고용 포스터라는 뜻의 영어 표현 빌(bill)이 일본어에서 변형된 삐라라는 말도 통용된다. 다만, 삐라는 주로 정치적 프로파간다를 목적으로 하는 경우가 많다. 전단지를 이용한 마케팅은 비용이 적게 들기 때문에 영세업체에서 많이 이용하는 방식이기도 하다.
일반적으로 전단지라 하면 홍보를 목적으로 만든 낱장의 종이를 가리키지만 여러 가지 변형된 모습의 전단지가 있는데 낱장의 종이만 배포할 경우 받는 사람들이 전단지를 읽어보지 않고 그냥 쓰레기통에 버리는 경우가 비일비재하다는 점 때문에 전단지를 쿠폰화시키거나 전단지에 소액의 현금 또는 물건을 동봉해서 배포하기도 한다. 이는 명함 전단지라고 일컫는다.

## 전달 방법

### 오프라인

#### 지나가는 사람에게 배포
길거리를 지나는 불특정 다수를 대상으로 전단지를 배포하는 방식.

#### 고정된 지역에 돌리는 경우
전단지 배포인이 정해진 구역을 대상으로 전단지를 일괄배포하는 방식이다. 일반적으로 우체함등 광고물을 넣을 수 있게 되어 있는 곳에 넣지만, 우체함 이외에 대문에 붙이거나 문틈, 자동차 차체 틈에 끼우기도 한다.

#### 다른 인쇄물에 삽입
신문이나 다른 인쇄물에 광고 전단지를 함께 끼워넣는 경우로, 광고 전단을 넣어주는 신문사나 업체에 일정한 비용을 치르는 것이 보통이다.

#### 게시판
아파트 단지, 대학, 카페 등의 여러 사람이 이용하는 전용 게시판에 부착된다.

### 온라인

#### 팝업 광고
특정 인터넷 사이트에 들어가면 팝업 창이 같이 뜨는 경우가 있는데 거의 대부분 광고인 경우가 많다.

## 인쇄방법

### 일반형
일반적인 전단지로 자신이 광고하려는 내용만 인쇄했다.

### 쿠폰형
전단지에 쿠폰을 넣어서 할인혜택을 주거나 특정제품의 무료 이용권을 동봉하는 경우가 이에 해당된다. 주로 음식점에서 사용하는 방법으로 자신의 음식점에서 파는 메뉴 중 가장 저렴한 메뉴를 무료로 사용하는 쿠폰을 동봉한다.

### 기타
1천원권 지페, 1백원권 동전, 5백원권 동전 중 하나를 택해서 전단지에 동봉하는 경우도 있으며 사탕이나 과자, 물티슈나 화장지를 동봉하는 경우도 있다. 현찰을 동봉하는 경우는 주로 나이트클럽 전단지가 이에 해당되며 사탕, 과자, 물티슈 등은 주로 교회나 학원 전단지가 이에 해당된다.